# Iranian Basketball Super League
L'Iranian Basketball Super League è il massimo campionato di pallacanestro iraniano; il torneo viene organizzato dalla Federazione cestistica dell'Iran, sotto l'egida della FIBA Asia. La competizione si svolge con cadenza annuale e vi rendono parte 12 squadre.

## Storia
La Valiahd Cup (Coppa del Principe) è stata la prima lega di basket della storia iraniana, in cui i club di tutto il paese gareggiavamo per la vittoria della titolo; La prima edizione del trofeo si tenne nel 1975, ma dopo solo tre edizioni, questo campionato fu abbandonato a causa della Rivoluzione iraniana del 1979.
Nel 1989 nasce una nuova competizione nazionale, in cui far competere tutte le migliori squadre del paese, che prese il nome di Division 1, e che venne disputata tra il 1992 al 1998. Dalla stagione 1998-1999, la competizione assume l'attuale denominazione di Iranian Basketball Super League, mentre la Division 1 venne trasformata nel secondo livello del campionato.

## Formato
Alla competizione prendono, attualmente, le dodici migliori squadre dell'Iran. Le squadre affrontano una prima fase del campionato, venendo inserite in un girone unico; al termine della stagione regolare le migliori otto classificate si qualificano per i play-off. Nella seconda fase le squadre, che vengono accoppiate in base alla posizione che hanno raggiunto in stagione regolare, si affrontano in serie al meglio delle 5 partite per determinare il campione nazionale.
Le ultime due classificate al termine della stagione regolare vengono retrocesse nella Division 1.

## Squadre partecipanti
Elenco delle squadre partecipanti all'edizione 2024-2025
| Squadre              | Città        |
| -------------------- | ------------ |
| Ayandeh Sazan        | Tehran       |
| Foolad Hormozgan     | Bandar Abbas |
| Kalleh Mazandaran    | Mazandaran   |
| Golnoor Isfahan      | Isfahan      |
| Alborz BC            | Alborz       |
| Petro Novin Mahshahr | Mahshahr     |
| Naft Abadan          | Abadan       |
| Padafand Tehran      | Tehran       |
| Payesh Part Shahrud  | Shahrud      |
| Shahrdari Gorgan     | Gorgan       |
| Tabiat               | Eslamshahr   |
| Zob Ahan Esfahan     | Esfahan      |

## Albo d'oro

### Valiahd Cup (1975-1977)
| Stagione | Campione         | Secondo posto    | Terzo posto     |
| -------- | ---------------- | ---------------- | --------------- |
| 1975     | Pahlavi Tehran   | Perspolis Gorgan | Pas Tehran      |
| 1976     | Perspolis Tehran | -                | Pas Tehran      |
| 1977     | Dokhaniat Tehran | Irana Tehran     | Sepahan Isfahan |

### Division One (1989-1998)
| Stagione  | Campione          | Secondo posto       | Terzo posto                      |
| --------- | ----------------- | ------------------- | -------------------------------- |
| 1989–1990 | Jandarmeri Tehran | Shahrdari Gorgan    | -                                |
| 1991–1992 | Shahrdari Isfahan | Shahrdari Gorgan    | Gostaresh Tehran                 |
| 1992–1993 | Shahrdari Isfahan | Azad Univ. Tehran   | Shahrdari Gorgan                 |
| 1993–1994 | Zob Ahan Esfahan  | Bank Tejarat Tehran | Shahrdari Gorgan                 |
| 1994–1995 | Zob Ahan Esfahan  | Bank Tejarat Tehran | Shahrdari Gorgan Rah Ahan Tehran |
| 1995–1996 | Paykan Tehran     | Zob Ahan Esfahan    | Rah Ahan Tehran                  |
| 1996–1997 | Zob Ahan Esfahan  | Paykan Tehran       | Rah Ahan Tehran                  |
| 1997–1998 | Paykan Tehran     | Zob Ahan Esfahan    | Fath Tehran                      |

### Superleague (1998-)
| Stagione  | Campione                                                           | Secondo posto                                                      | Terzo posto                                                        |
| --------- | ------------------------------------------------------------------ | ------------------------------------------------------------------ | ------------------------------------------------------------------ |
| 1998–1999 | Zob Ahan Esfahan                                                   | Paykan Tehran                                                      | Fajr Sepah Tehran                                                  |
| 1999–2000 | Zob Ahan Esfahan                                                   | Paykan Tehran                                                      | Shahrdari Gorgan                                                   |
| 2000–2001 | Zob Ahan Esfahan                                                   | Foo. Mah. Sepahan                                                  | Iran Nara Tehran                                                   |
| 2001–2002 | Zob Ahan Esfahan                                                   | Sanam Tehran                                                       | Paykan Tehran                                                      |
| 2002–2003 | Sanam Tehran                                                       | Iran Nara Tehran                                                   | Zob Ahan Esfahan                                                   |
| 2003–2004 | Saba Battery Tehran                                                | Sanam Tehran                                                       | Zob Ahan Esfahan                                                   |
| 2004–2005 | Sanam Tehran                                                       | Saba Battery Tehran                                                | Paykan Tehran                                                      |
| 2005–2006 | Saba Battery Tehran                                                | P. Bandar Imam                                                     | Paykan Tehran                                                      |
| 2006–2007 | Saba Battery Tehran                                                | P. Bandar Imam                                                     | Mahram Tehran                                                      |
| 2007–2008 | Mahram Tehran                                                      | Saba Battery Tehran                                                | Kaveh Tehran                                                       |
| 2008–2009 | Mahram Tehran                                                      | Zob Ahan Esfahan                                                   | Saba Mehr Qazvin                                                   |
| 2009–2010 | Mahram Tehran                                                      | Zob Ahan Esfahan                                                   | P. Bandar Imam                                                     |
| 2010–2011 | Mahram Tehran                                                      | Zob Ahan Esfahan                                                   | P. Bandar Imam                                                     |
| 2011–2012 | Mahram Tehran                                                      | P. Bandar Imam                                                     | Foo. Mah. Sepahan                                                  |
| 2012–2013 | P. Bandar Imam                                                     | Mahram Tehran                                                      | Foo. Mah. Sepahan                                                  |
| 2013–2014 | P. Bandar Imam                                                     | Mahram Tehran                                                      | Azad Univ. Tehran                                                  |
| 2014–2015 | Mahram Tehran                                                      | P. Bandar Imam                                                     | Azad Univ. Tehran                                                  |
| 2014–2015 | Mahram Tehran                                                      | Azad Univ. Tehran                                                  | P. Bandar Imam                                                     |
| 2015–2016 | P. Bandar Imam                                                     | Naft Abadan                                                        | Chemidor Tehran                                                    |
| 2016–2017 | P. Bandar Imam                                                     | Naft Abadan                                                        | Azad Univ. Tehran                                                  |
| 2017–2018 | Shahrdari Tabriz                                                   | Mahram Tehran                                                      | P. Bandar Imam                                                     |
| 2018–2019 | Naft Abadan                                                        | Shahrdari Gorgan                                                   | Chemidor Tehran P. Bandar Imam                                     |
| 2019–2020 | Il campionato è stato annullato a causa della Pandemia di Covid-19 | Il campionato è stato annullato a causa della Pandemia di Covid-19 | Il campionato è stato annullato a causa della Pandemia di Covid-19 |
| 2020–2021 | Shahrdari Gorgan                                                   | Mahram Tehran                                                      | Jahesh Tar. Qom                                                    |
| 2021–2022 | Shahrdari Gorgan                                                   | Zob Ahan Esfahan                                                   | Jahesh Tar. Qom Nazmavaran Sirjan                                  |
| 2022–2023 | Shahrdari Gorgan                                                   | Kalleh Mazandaran                                                  | Naft Abadan Zob Ahan Esfahan                                       |
| 2023–2024 | Tabiat                                                             | Shahrdari Gorgan                                                   | Mahram Tehran Zob Ahan Esfahan                                     |
| 2024–2025 | Shahrdari Gorgan                                                   | Tabiat                                                             | Kalleh Mazandaran Naft Abadan                                      |

## Titoli per Squadra
| Team                | Vittorie | Finalista | Anni vittoria                            | Anni finalista                     |
| ------------------- | -------- | --------- | ---------------------------------------- | ---------------------------------- |
| Zob Ahan Esfahan    | 7        | 6         | 1994, 1995, 1997, 1999, 2000, 2001, 2002 | 1996, 1998, 2009, 2010, 2011, 2022 |
| Mahram Tehran       | 6        | 4         | 2008, 2009, 2010, 2011, 2012, 2015       | 2013, 2014, 2018, 2021             |
| Shahrdari Gorgan    | 4        | 4         | 2021, 2022, 2023, 2025                   | 1990, 1992, 2019, 2024             |
| P. Bandar Imam      | 4        | 3         | 2013, 2014, 2016, 2017                   | 2006, 2007, 2012                   |
| Saba Battery Tehran | 3        | 2         | 2004, 2006, 2007                         | 2005, 2008                         |
| Paykan Tehran       | 2        | 3         | 1996, 1998                               | 1997, 1999, 2000                   |
| Sanam Tehran        | 2        | 2         | 2003, 2005                               | 2002, 2004                         |
| Shahrdari Isfahan   | 2        | 0         | 1992, 1993                               |                                    |
| Naft Abadan         | 1        | 2         | 2019                                     | 2016, 2017                         |
| Tabiat              | 1        | 1         | 2024                                     | 2025                               |
| Jandarmeri Tehran   | 1        | 0         | 1990                                     | –                                  |
| Shahrdari Tabriz    | 1        | 0         | 2018                                     | –                                  |
| Bank Tejarat Tehran | 0        | 2         | –                                        | 1994, 1995                         |
| Azad Univ. Tehran   | 0        | 2         | –                                        | 1993, 2015                         |
| Foo. Mah. Sepahan   | 0        | 1         | –                                        | 2001                               |
| Iran Nara Tehran    | 0        | 1         | –                                        | 2003                               |
| Kalleh Mazandaran   | 0        | 1         | –                                        | 2023                               |